# Lapradelle
Lapradelle est un hameau de la commune d'Estal, commune française située dans le département du Lot en région Occitanie.